# Dawson (circonscription territoriale)
Pour les articles homonymes, voir Dawson.
Dawson est une ancienne circonscription territoriale du Yukon au Canada. La circonscription a été créée lors de l'élection générale yukonnaise de 1905 (en).

## Résultats électoraux
| Élection générale yukonnaise de 1920 (en) | Élection générale yukonnaise de 1920 (en) |
| Candidat                                  | # de voix                                 |
| ----------------------------------------- | ----------------------------------------- |
| Gavin Fowlie                              | 342                                       |
| Edwards                                   | 266                                       |
| Total                                     | 608                                       |

| Élection générale yukonnaise de 1922 (en) | Élection générale yukonnaise de 1922 (en) |
| Candidat                                  | # de voix                                 |
| ----------------------------------------- | ----------------------------------------- |
| William Kenneth Currie                    | Acclamation                               |
| Total                                     | 608                                       |